# MiLO
MiLO（みろ、1月13日 - ）は、日本の女性歌手。作詞家。熊本県出身。　

## 経歴
幼少よりエレクトーン、吹奏楽、マーチングバンドを経験し音楽に触れ、2013年より作詞、ボーカルの活動を開始。自身のユニット「YKMM」「フラット3rd」や他アーティストへの楽曲提供にも携わる。
2021年11月1日よりKAZE_labのMiLOとしてVTuber活動中。

## ディスコグラフィ
| 発売日         | 楽曲 | 作品名                                                                                                 |
| -------------- | --- | --- |
| 2015年5月29日  | VAMPIRE FLOWERS | love,VAMPIRE FLOWERS オープニング                                                                      |
| 2015年8月21日  | レディビート | こいなかlovers 野々原みおエンディング                                                                  |
| 2015年9月18日  | Escort Tiara | 姫様LOVEライフ！ 伊緒エンディング                                                                      |
| 2016年10月28日 | JACK KEEPER | 空のつくりかた オープニング                                                                            |
| 2016年10月28日 | 虹色の魔法 | 空のつくりかた エンディング                                                                            |
| 2018年3月23日  | BACK OF HEARTS | 雲上のフェアリーテイル オープニング                                                                    |
| 2018年3月23日  | 未来からのパノラマ | 雲上のフェアリーテイル エンディング                                                                    |
| 2020年7月7日   | Fluffy sky | セガVTuberアプリ『コピペ＆ロイド』 歌声合成エンジン素材提供 ゲーム内キャラクターボイス(ミロイド)：MiLO |
| 2020年7月7日   | ファンタジー創世記 | セガVTuberアプリ『コピペ＆ロイド』 歌声合成エンジン素材提供 ゲーム内キャラクターボイス(ミロイド)：MiLO |
| 2020年10月21日 | Venus Dance / HALZiNA Weiß 歌：はるか(Vo.ayame) / にな(Vo.Kanae Asaba) / ほのか(Vo.石川利恵) / へれん(Vo.いとうりな) / とうり(Vo.平山ゆりか) / いとは(Vo.MiLO) / ろこ(Vo.朱南レイ)                | アプリゲーム『SEVEN’s CODE』                                                                           |
| 2020年12月8日  | メロディーマジック / HALZiNA Weiß 歌：はるか(Vo.ayame) / にな(Vo.Kanae Asaba) / ほのか(Vo.石川利恵) / へれん(Vo.いとうりな) / とうり(Vo.平山ゆりか) / いとは(Vo.MiLO) / ろこ(Vo.朱南レイ)         | アプリゲーム『SEVEN’s CODE』                                                                           |
| 2020年12月25日 | Aqua mousse / HALZiNA Weiß 歌：にな(Vo.Kanae Asaba) / いとは(Vo.MiLO) | アプリゲーム『SEVEN’s CODE』                                                                           |
| 2021年1月20日  | キミと見た夢-Weiß Edition- / HALZiNA Weiß 歌：はるか(Vo.ayame) / にな(Vo.Kanae Asaba) / ほのか(Vo.石川利恵) / へれん(Vo.いとうりな) / とうり(Vo.平山ゆりか) / いとは(Vo.MiLO) / ろこ(Vo.朱南レイ) | アプリゲーム『SEVEN’s CODE』                                                                           |

### フラット3rd
2013年3月(頃)結成。mo2の呼びかけにより活動開始。
チップチューンと呼ばれる「ファミコンサウンド」＋「ギター」＋「ボーカル」という独特なサウンド構成で、オリジナル楽曲の他、
ボカロ曲やアニソンなどをファミコンサウンドにアレンジするなど、『ピコピコポップ』と称した新ジャンルを開拓中。
| 発売日         | 楽曲                                                                 | 備考                                            |
| -------------- | -------------------------------------------------------------------- | ----------------------------------------------- |
| 2013年04月29日 | Innocent blue                                                        | オリジナルアルバム 「Innocent blue」            |
| 2013年04月29日 | エモーション・ラボ                                                   | オリジナルアルバム 「Innocent blue」            |
| 2013年8月12日  | SET A SIDE                                                           | オリジナルアルバム 「スペースタイムギャラリー」 |
| 2013年8月12日  | Innocent blue                                                        | オリジナルアルバム 「スペースタイムギャラリー」 |
| 2013年8月12日  | Dead☆Space                                                           | オリジナルアルバム 「スペースタイムギャラリー」 |
| 2013年8月12日  | バッテリーバックアップ                                               | オリジナルアルバム 「スペースタイムギャラリー」 |
| 2013年8月12日  | エモーション・ラボ                                                   | オリジナルアルバム 「スペースタイムギャラリー」 |
| 2013年8月12日  | Virtual Reality Controller                                           | オリジナルアルバム 「スペースタイムギャラリー」 |
| 2013年8月12日  | SET B SIDE                                                           | オリジナルアルバム 「スペースタイムギャラリー」 |
| 2013年12月2日  | GARNET HOWL                                                          | 音楽ゲーム『CROSS×BEATS』                       |
| 2013年12月2日  | BUZZ Ketos                                                           | 音楽ゲーム『CROSS×BEATS』                       |
| 2013年12月2日  | Virtual Reality Controller                                           | 音楽ゲーム『CROSS×BEATS』                       |
| 2013年12月2日  | カウンターストップ                                                   | 音楽ゲーム『CROSS×BEATS』                       |
| 2014年8月17日  | オツキミリサイタル / じん                                            | オリジナルアルバム P-DASH                       |
| 2014年8月17日  | トゥイー・ボックスの人形劇場 / sasakure.UK                           | オリジナルアルバム P-DASH                       |
| 2014年8月17日  | ゲームスペクター２ / ピノキオP                                       | オリジナルアルバム P-DASH                       |
| 2014年8月17日  | セツナトリップ / Last Note.                                          | オリジナルアルバム P-DASH                       |
| 2014年8月17日  | 紅蓮の弓矢 / LINKED HORIZON                                          | オリジナルアルバム P-DASH                       |
| 2014年8月17日  | P-DASH (Instrumental) / フラット3rd                                  | オリジナルアルバム P-DASH                       |
| 2014年8月17日  | エンヴィーローズ / フラット3rd                                       | オリジナルアルバム P-DASH                       |
| 2014年8月17日  | Switch the Sweet / フラット3rd                                       | オリジナルアルバム P-DASH                       |
| 2016年12月26日 | I want you back / JACKSON 5 – フラット3rd ChipTune Arrange –         | オリジナルアルバム LOVE on CHiP                 |
| 2016年12月26日 | ラズベリー＊モンスター / HoneyWorks – フラット3rd ChipTune Arrange – | オリジナルアルバム LOVE on CHiP                 |
| 2016年12月26日 | LOVE on CHiP                                                         | オリジナルアルバム LOVE on CHiP                 |
| 2016年12月26日 | カウンターストップ                                                   | オリジナルアルバム LOVE on CHiP                 |

### yksb feat.MiLOx31STYLE/YKMM
YKMM#ディスコグラフィ 参照。

## ライブ出演

### 2015年
- 2015/04/04　TVアニメ「SHOW BY ROCK!!」アニメ化応援LIVE（下北沢GARDEN）
- 2015/04/25　あかべぇそふとつぅ10周年記念祭　二部（廣瀬無線電機 イベントホール）
- 2015/06/12　TOKYO TRICK リリースパーティ（nagomix渋谷）
- 2015/08/01　"3969" SUMMER FES. 2015（恵比寿LIQUIDROOM）
- 2015/10/17　TOKYO ERG SUMMIT VOL.24 LIVE SIDE 一部（渋谷LOUNGE NEO）
- 2015/10/31　PB2 Records presents HALOWEEN LIVE PARTY! 第二部 PB2レコ初スペシャルライブ2015 ハロウィンナイト

### 2016年
- 2016/01/23　ANISON CHANNEL VOL.2（渋谷LOUNGE NEO）
- 2016/04/09　ANISON CHANNEL VOL.4（渋谷LOUNGE NEO）
- 2016/05/05　美少女ゲームミュージックライブ！！2016（Shibuya O-EAST）
- 2016/06/22　United Party System Live - 目指してこうかフルコンボ -（渋谷club asia）
- 2016/07/31　TOKYO ERG SUMMIT VOL.28 LIVE SIDE 一部（渋谷LOUNGE NEO）
- 2016/08/03　“3969” SUMMER FES. 2016 in Bighillcity 大阪（umeda AKASO）
- 2016/08/04　“3969” SUMMER FES. 2016 in Shachihokocity 名古屋（名古屋SPADE BOX）
- 2016/08/31　“3969” SUMMER FES. 2016 in MIDICITY 東京（新木場STUDIO COAST）

### 2017年
- 2017/01/08　EVI∞HABARA－gate2－（目黒THE LIVE STATION）
- 2017/05/10　yksb feat.MiLO×31STYLE New Album「DiabLoud」リリースインストアイベント（AKIHABARAゲーマーズ本店）
- 2017/05/21　YKMM 1st ONE-MAN LIVE!! 　- New Album「DiabLoud」Release Party !!!! -（渋谷club asia）
- 2017/06/09　yksb feat.MiLO×31STYLE「DiabLoud」リリースアフターパーティー（nagomix渋谷）
- 2017/08/05　“3969” SUMMER FES. 2017 in Happy Hill City 福岡（福岡DRUM Be-1）
- 2017/08/08　“3969” SUMMER FES. 2017 in Big Hill City 大阪（心斎橋BIGCAT）
- 2017/08/09　“3969” SUMMER FES. 2017 in Shachihoko City 名古屋（名古屋ボトムライン）
- 2017/08/13　“3969” SUMMER FES. 2017 in Thousand Table City 仙台（仙台darwin）
- 2017/08/31　“3969” SUMMER FES. 2017 in MIDICITY 東京（新木場STUDIO COAST）
- 2017/12/16　MOTOLOID 2017 FEAT. WRECKING TOKYO SPECIAL（渋谷club asia）

### 2018年
- 2018/01/18　アッパーチューナー3部作 豪華ゲストで第2弾!酒におぼれて屑となれ またまた7時間DJ!（nagomix渋谷）
- 2018/07/13　Headphone-Tokyo** presents『YKMM Reboot!!!』（代官山SPACE ODD）
- 2018/09/01　Star Sonic Party-sound 02- 夜の部（真昼の月 夜の太陽）
- 2018/11/01　YKMM【OUT-STORE LIVE】｢Attack!!!」リリースイベント- LIVE!!!&Sign!!!&Attack!!! -(※振替公演)（代官山SPACE ODD）
- 2018/01/20　一日店長 YKMMメンバー サイン入り名刺＆リアルブロマイドお渡し会イベント 1回目（サンリオアニメストア池袋P'PARCO店）
- 2018/01/20　一日店長 YKMMメンバー サイン入り名刺＆リアルブロマイドお渡し会イベント 2回目（サンリオアニメストア池袋P'PARCO店）

### 2019年
- 2019/02/04　yksb presents アッパーチューナー 『YKMM New Album Release Party!!!』（nagomix渋谷）
- 2019/04/30　YKMM「ACTION」発売記念お渡し会 / MiLO [熊本編]（アニメイト熊本）
- 2019/05/19　美谷玲実の生誕記念LIVE #れみままフェス -れみのわがままフェスティバル-（Zirco Tokyo）
- 2019/07/13　YKMM ONE-MAN LIVE!! 2019 - Don't stop ACTION !!!-（渋谷WOMB）
- 2019/09/07　SHOW BY ROCK!! 3969 in OTODAMA＠ OTODAMA SEA STUDIO（音霊OTODAMA SEA STUDIO）

## 出演

### ゲーム
- SHOW BY ROCK!!（2017年 - 2019年、ミックス）